# Ligne 1 du métro de Thessalonique
La ligne 1 du métro de Thessalonique (grec moderne : Γραμμή 1) est une ligne de métro à Thessalonique, en Grèce. Mise en service le 30 novembre 2024, elle est la première ligne du métro de Thessalonique, lequel doit à terme en compter deux. Il s'agit d'une ligne automatique qui est longue de 9,6 km et compte treize stations.

## Infrastructure

### Stations
|  |   |  | Station                           | Date d'ouverture | Coordonnées                  | Correspondances                    |  |
|  | - |  | --------------------------------- | ---------------- | ---------------------------- | ---------------------------------- |  |
|  | o |  | Néos Sidirodromikós Stathmós (en) | 2024             | 40° 38′ 37″ N, 22° 55′ 45″ E | ligne 2 Proastiakós Hellenic Train |  |
|  | ο |  | Dimokratías (en)                  | 2024             | 40° 38′ 28″ N, 22° 56′ 03″ E | ligne 2                            |  |
|  | ο |  | Venizélou (en)                    | 2024             | 40° 38′ 13″ N, 22° 56′ 31″ E | ligne 2                            |  |
|  | o |  | Agía Sofía (en)                   | 2024             | 40° 38′ 04″ N, 22° 56′ 47″ E | ligne 2                            |  |
|  | o |  | Sintriváni/Ékthesi (en)           | 2024             | 40° 37′ 50″ N, 22° 57′ 15″ E | ligne 2                            |  |
|  | o |  | Panepistímio (en)                 | 2024             | 40° 37′ 34″ N, 22° 57′ 36″ E | ligne 2                            |  |
|  | o |  | Papáfi                            | 2024             | 40° 37′ 11″ N, 22° 57′ 45″ E | ligne 2                            |  |
|  | o |  | Efklídi                           | 2024             | 40° 36′ 58″ N, 22° 57′ 37″ E | ligne 2                            |  |
|  | o |  | Fleming                           | 2024             | 40° 36′ 33″ N, 22° 57′ 26″ E | ligne 2                            |  |
|  | o |  | Analípseos (en)                   | 2024             | 40° 36′ 22″ N, 22° 57′ 31″ E | ligne 2                            |  |
|  | o |  | 25 mars (en)                      | 2024             | 40° 36′ 02″ N, 22° 57′ 30″ E | ligne 2                            |  |
|  | • |  | Voúlgari (en)                     | 2024             | 40° 35′ 40″ N, 22° 57′ 39″ E |                                    |  |
|  | • |  | Néa Elvetía (en)                  | 2024             | 40° 35′ 35″ N, 22° 58′ 07″ E |                                    |  |